# Карплус, Мартин
Ма́ртин Ка́рплус (англ. Martin Karplus; 15 марта 1930[…], Вена, Австрия — 28 декабря 2024, Кембридж, Массачусетс) — американский химик-теоретик, лауреат Нобелевской премии по химии за 2013 год совместно с Майклом Левиттом и Арье Варшелем с формулировкой за «компьютерное моделирование химических систем». Член Национальной академии наук США (1967), иностранный член Лондонского королевского общества (2000), почётный член Австрийской академии наук (2015).

## Биография
Мартин Карплус родился в Гринцинге в Вене, в еврейской семье; после аншлюса в 1938 году с матерью и братом бежал от нацистов через Швейцарию в США (отец в это время был арестован). Его семья на протяжении десятилетий была связана с медициной, дед — Иоганн Пауль Карплус (1866—1936) — был известным нейрофизиологом, профессором неврологии и психиатрии Городского неврологического центра Вены, жил в родовом дворце Либен-Аушпиц; другой дед — уроженец Одессы Самуил-Герш Абрамович (Аврумович) Гольдштерн (1865—1939), сын австрийского подданного (прежде уманского мещанина) — был ревматологом и директором известной венской клиники и грязелечебницы «Fango Heilanstalt» (Wien IX, Lazarethgasse 20). По приезде в США семья поселилась в пригороде Бостона Брайтоне, где уже жил старший брат отца — инженер и изобретатель переменного трансформатора «Вариак» (1933) Эдуард Карплус (1899—1979).
В средней школе Карплус увлекался орнитологией, в 1947 году опубликовал первую статью на эту тему. В 1950 году он получил степень бакалавра искусств в Гарвардском университете, где занимался химией и физикой. После этого он работал с Лайнусом Полингом в Калифорнийском технологическом институте, где в 1953 году получил степень доктора философии за работу по квантовой теории водородной связи. В 1953—1955 годах благодаря финансированию от Национального научного фонда Карплус работал с Чарльзом Коулсоном в Оксфордском университете, где увлёкся ядерным магнитным резонансом. В 1955—1960 годах он трудился в Иллинойсском университете в Урбане-Шампейне, а в 1960—1966 годах — в лаборатории имени Уотсона при Колумбийском университете, где занялся применением компьютеров для изучения химических реакций. В 1966 году он вернулся в Гарвардский университет. С 1995 года Карплус занимал профессорскую должность в Страсбургском университете.
Карплус увлекался фотографией (его работы несколько раз представлялись на выставках) и кулинарией, пройдя специальный курс обучения в Париже. Он также участвовал в протестах против войны во Вьетнаме.
Карплус являлся членом Международной академии квантово-молекулярных наук. С 1955 года он подготовил более 200 учёных в Иллинойсском университете в Урбане-Шампейне, Колумбийском и Гарвардском университетах.
Умер 28 декабря 2024 года в своём доме в Кембридже, штат Массачусетс, в возрасте 94 лет.

## Исследования
Исследования Карплуса затрагивают такие разделы науки, как физическая химия, ЯМР-спектроскопия, химическая кинетика, квантовая химия и, в первую очередь, моделирование биологических макромолекул. Помимо этого, Карплус исследовал спин-спиновое взаимодействие и электронный парамагнитный резонанс. Его имя носит уравнение, описывающее корреляцию между константой взаимодействия и двугранным углом в ЯМР-спектроскопии белков.
С начала 1960-х годов Карплус развивал метод классической молекулярной динамики сначала для описания кинетики простых химических реакций, а затем — для исследования свойств сложных биологических молекул. В частности, его исследования позволили понять, каким образом происходит изменение формы молекул ретиналя и опсина при поглощении фотона, и тем самым объяснить молекулярный механизм, лежащий в основе зрения. В ряде его работ этот подход применялся к задаче фолдинга белка. Его группой была разработана программа CHARMM для расчёта свойств макромолекул методом классической молекулярной динамики.

## Награды и отличия
- Премия Ирвинга Ленгмюра[англ.] (1987)
- Стипендия Гуггенхайма (1987)[26]
- Edgar Fahs Smith Lecture, Пенсильванский университет (1997)
- Премия Лайнуса Полинга (2004)
- Премия Фельтринелли (2011)
- Нобелевская премия по химии (2013)
- Австрийский почётный знак «За науку и искусство» (2015)
- Почётный гражданин Вены (2015)

## Семья
- Родители — Ханс Карплус (1898—1971) и Изабелла Гольдштерн (1900—1967)[27].
- Бабушка — Маня Бернштейн (1877—1961), происходила из Винницы; дед — доктор медицины Самуил-Герш Абрамович Гольдштерн (1865—1939), выпускник Второй (Ришельевской) одесской гимназии (1883), был связан с народовольцами, за что исключён со второго курса Императорского Новороссийского университета (1885) и в том же году выслан из страны[28].
- Старший брат — Роберт Карплус[англ.] (1927—1990), был физиком-теоретиком и преподавателем в Калифорнийском университете в Беркли.
- Дядя — детский психолог и педагог Эрнст Папанек (англ. Ernst Papanek, 1900—1973)[29].
- Тётя (младшая сестра деда) — Евгения Гольдштерн[англ.] (урождённая Женни Абрамовна Гольдштерн[30], 1884—1942), антрополог и этнолог, погибла в концлагере Собибор[31].
- Первая жена — Сьюзен Карплус (урождённая Шерман), химик-теоретик, ученица Шнеура Лифсона в Институте Вейцмана; дочери Ребекка и Тамар, врачи.
- Вторая жена — Марси Анна Карплус (урождённая Хазард); сын Миша (англ. Mischa H. Karplus, род. 1981), юрист[32][33].

## Основные публикации
Книги
- Karplus M., Porter R.N. Atoms and Molecules: An Introduction for Students of Physical Chemistry. — Benjamin-Cummings, 1970.
- Brooks C.L., Karplus M., Pettitt B.M. Proteins: A Theoretical Perspective of Dynamics, Structure, and Thermodynamics. — Wiley, 1988.
- Becker O.M., Karplus M. Guide to Biomolecular Simulations. — Springer, 2006.
- Karplus M. Spinach on the Ceiling: The Multifaceted Life of a Theoretical Chemist. — World Scientific, 2020.

Статьи
- Karplus M. Contact Electron‐Spin Coupling of Nuclear Magnetic Moments // Journal of Chemical Physics. — 1959. — Vol. 30. — P. 11—15. — doi:10.1063/1.1729860.
- Karplus M. Vicinal Proton Coupling in Nuclear Magnetic Resonance // Journal of the American Chemical Society. — 1963. — Vol. 85. — P. 2870–2871. — doi:10.1021/ja00901a059.
- McCammon J.A., Gelin B.R., Karplus M. Dynamics of folded proteins // Nature. — 1977. — Vol. 267. — P. 585–590. — doi:10.1038/267585a0.
- Brooks B.R., Bruccoleri R.E., Olafson B.D., States D.J., Swaminathan S., Karplus M. CHARMM: A program for macromolecular energy, minimization, and dynamics calculations // Journal of Computational Chemistry. — 1983. — Vol. 4. — P. 187—217. — doi:10.1002/jcc.540040211.
- Brünger A.T., Kuriyan J., Karplus M. Crystallographic R factor refinement by molecular dynamics // Science. — 1987. — Vol. 235. — P. 458—460. — doi:10.1126/science.235.4787.458.
- Field M.J., Bash P.A., Karplus M. A combined quantum mechanical and molecular mechanical potential for molecular dynamics simulations // Journal of Computational Chemistry. — 1990. — Vol. 11. — P. 700—733. — doi:10.1002/jcc.540110605.
- MacKerell A.D., ..., Karplus M. All-Atom Empirical Potential for Molecular Modeling and Dynamics Studies of Proteins // Journal of Physical Chemistry B. — 1998. — Vol. 102. — P. 3586–3616. — doi:10.1021/jp973084f.